# Айхенвальд, Юрий Александрович
Юрий Александрович Айхенвальд (16 ноября 1928, Москва, СССР — 28 июня 1993, Москва, Россия) — советский и российский поэт, переводчик, мемуарист, правозащитник. Внук известного литературного критика и философа Юлия Айхенвальда.

## Биография
Дед, Юлий Айхенвальд, литературный критик, философ, публицист, был в 1922 выслан из СССР в составе группы видных деятелей русской культуры. Отец, Александр Айхенвальд (1899—1941) — экономист бухаринского направления, с 1933 находился в заключении, расстрелян. В 1938 была арестована его мать, репрессированы многие другие родственники.
Во время войны учился в ремесленном училище, одновременно работал на заводе. Поступил в школу рабочей молодежи. Начал писать стихи, с 1944 стал посещать литературное объединение при издательстве «Молодая гвардия», познакомился там с Александром Вольпиным и Наумом Коржавиным. Студентом Педагогического института (поступил в 1947) был в 1949 арестован «за антисоветские высказывания», сослан на 10 лет в Караганду (там же отбывали ссылку А. Вольпин и Н. Коржавин). В ссылке был в 1951 арестован повторно «за террористические высказывания», с 1952 до 1955 находился в Ленинградской тюремной психиатрической больнице. (Согласно дочери: "В 1951 году отца арестовали по обвинению в участии в сионистском заговоре... Довольно скоро он понял, что жизни в лагере не выдержит... И он решил притвориться сумасшедшим".)
После реабилитации (1955) окончил педагогический институт, с 1957 до 1968 преподавал литературу в старших классах школы. Публиковался с 1957. С 1960-х годов Айхенвальд и его дом, где постоянно собиралась либерально настроенная интеллигенция, был под пристальным наблюдением КГБ. В 1968 подписал письмо протеста против суда над Гинзбургом и Галансковым, был за это уволен из школы. Позже был восстановлен, но в школу не вернулся, стал свободным литератором. Выступал как литературный и театральный критик, переводчик, историк культуры. Публиковался в открытой печати (в советские годы — нередко под псевдонимами), в сам- и тамиздате.
Автор монографий о знаменитых актёрах Малого театра. Перевел драму Ростана «Сирано де Бержерак», пьесу О. Заградника «Соло для часов с боем», перевел и сделал сценические редакции драм Р. Стоянова «Мастера», А. Мюссе «Лорензаччо». Автор текста мюзикла «Человек из Ламанчи». Переводил стихи с испанского языка для издательства «Художественная литература». Переведенные им пьесы ставились в МХАТ, театре «Современник», театре им. Вл. Маяковского.
Переводчик пьесы Клары Фехер «Привет, очкарики!», поставленной в Ленинградском ТЮЗЕ Ахматом Байрамкуловым (худ. руководитель постановки З. Я. Корогодский) в 1978 году. В главной роли — Ирина Соколова и Александр Бахаревский. В спектакле было много песен на стихи Айхенвальда, в их числе «Песня класса», «Песня хулигана», «Песенка подружек», «О горячем проводе», «Друга найти». Музыку написал Станислав Важов.
В 1975 на допросе в прокуратуре пережил обширный инфаркт, жил с тяжелой сердечной болезнью. Дочь вспоминала, что он "очень не любил, когда его называли диссидентом".
Жена — Валерия Михайловна Герлин (1929—2012), педагог, правозащитник, дочь майора НКВД Моисея Розмана, расстрелянного в 1937 году по обвинению в участии в антисоветском заговоре в НКВД. Дочь — Александра Юрьевна Айхенвальд, лингвист.
Скончался 28 июня 1993 года. Похоронен на Домодедовском кладбище.

## Книги
- По грани острой. Книга стихов и прозы (Мюнхен, 1972)
- Остужев (М., 1977)
- Високосный год. Книга стихов и прозы (Мюнхен, 1980)
- Дон-Кихот на русской почве (2 тт., Нью-Йорк, 1982—1984; переизд. Москва; Минск, 1996)
- А. И. Сумбатов-Южин (М., 1987)
- Стихи и поэмы разных лет (М., 1993, переизд. 1994)
- Последние страницы: Воспоминания. Проза. Стихи (М., 2003)